# Borís Yefséyev

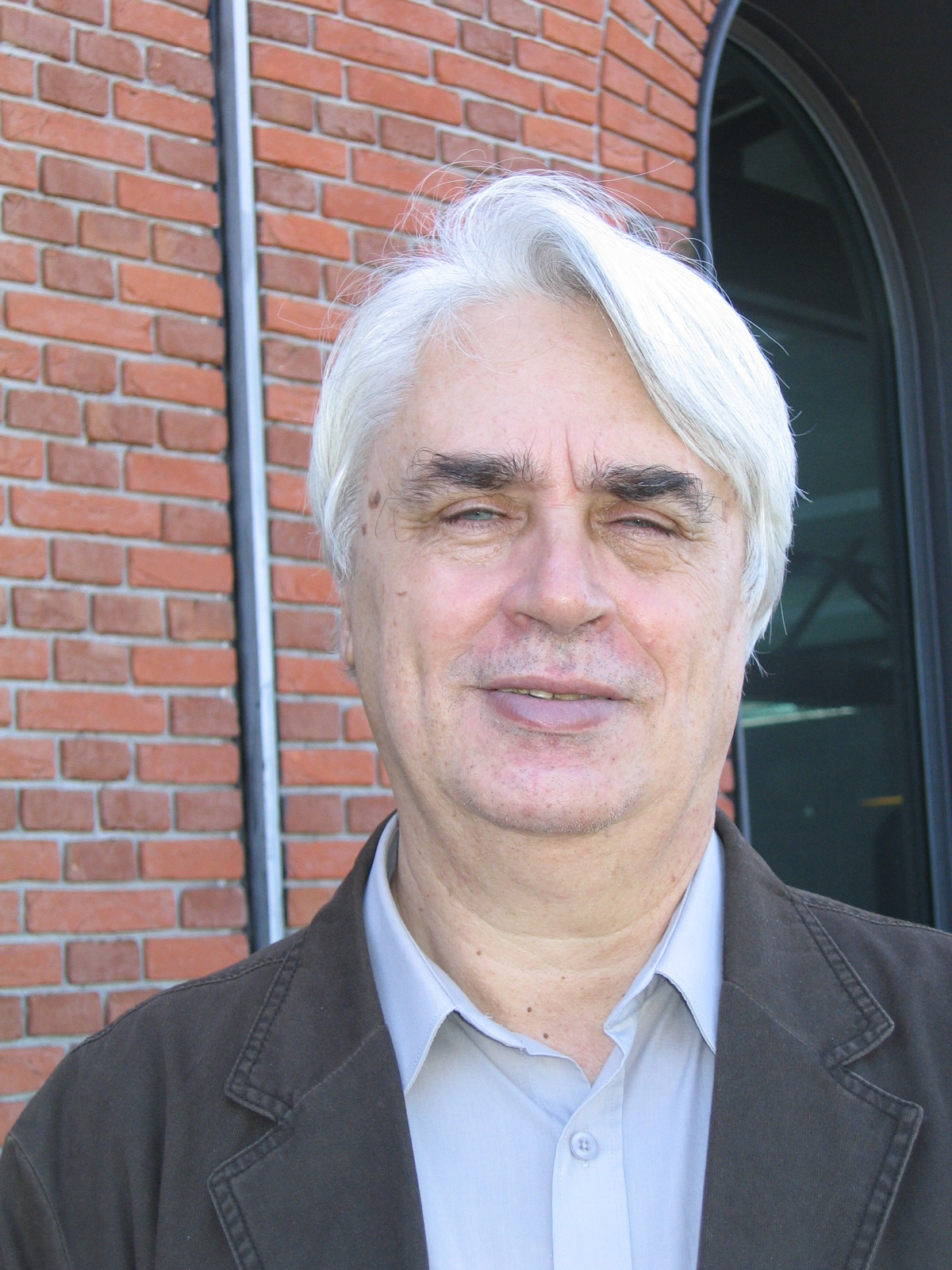

Borís Timoféyevich Yevséyev (1951) es un escritor ruso.
En 1971 finalizó los estudios musicales en el Conservatorio Gnesin de Jersón. En 1995 realizó estudios superiores de literatura en Moscú. Trabajaba como músico. Toca el violín desde los seis años. En su momento le provocó una profunda impresión Gueorgui Kunitsin, quien fue profesor de estética en el conservatorio tras ser expulsado de los órganos del partido. Bajo la influencia de las ideas de Kunitsin, en 1974 escribió una carta en defensa de Aleksandr Solzhenitsyn. Después de esto, se le cerró el acceso a la imprenta oficial. Ese mismo año Yevséyev escribió su primer relato (sobre un hombre que fusilaba presos en la prisión).
En 1978 unos amigos ayudaron a Yevséyev para que publicara sus primeras obras en dos tomos en el samizdat. Se ganaba la vida básicamente con la música. En 1992 fue contratado como columnista en Literatúrnaya gazeta. En 1999 se convirtió en editor en jefe adjunto del semanario Knízhnoye obozrenie, mientras que en 2001 pasó a ser jefe de edición de la editorial Jronikior. En la actualidad imparte clases magistrales de prosa en el Instituto de creación periodística y literaria. Es miembro de la Unión de Escritores de Moscú, de la Unión de Escritores de Rusia y del comité ejecutivo de la sección rusa del PEN Club Internacional. Entre 1978 y 2003 vivió en el pueblo de Zarechni, en la región de Sérguiev Posad. Vive en Moscú desde el año 2003.
Ha publicado desde 1991. Su primer libro (una colección de poemas) salió en 1993. Ha sido galardonado con el premio Venets, el premio Gorki de literatura, y los premios de las revistas Oktiabr, Literatúrnaya Uchoba y Novi Zhurnal (de Estados Unidos). Ha sido finalista de los prestigiosos premios Russian Booker, Yuri Kazakov, Yásnaya Poliana y Bolshaya Kniga en 2009 y 2010.
En los últimos tiempos, se han publicado más de 140 artículos, reseñas y notas sobre la prosa de Yevséyev. Se han hecho dos ediciones del libro Fenomenología de la escritura literaria. Acerca de la prosa de Borís Yevséyev de Alla Bolshakova, doctora en Filología e investigadora jefe del Instituto de Literatura Mundial de la Academia de Ciencias de Rusia. La prosa y la poesía de Yevséyev se han traducido y publicado, entre otras lenguas, en inglés, azerí, árabe, holandés, alemán, polaco y estonio.

## Obras
- A través de la llama ascendiente de la tristeza, poemas (RBP, Moscú 1993, Programa Especial para la Edición de la Federación Rusa)
- Romance del revés, poemas (RBP, Moscú 1993, Programa Especial para la Edición de la Federación Rusa)
- Hexáptero, poemas (Zhibek-zholi, Almatí 1995) ISBN 5-7667-2900-6
- El carnero, relatos y novelas cortas (Jronikior, Moscú 2001) ISBN 5-8415-0019-8
- Poder de perros, relatos y novelas cortas (U-Faktoria, Yekaterinburg 2003) ISBN 5-94799-263-9
- Los himnos negados, novela (Jronikior, Moscú 2003) ISBN 5-901238-19-2
- Compositores rusos (Relatos de una vida. Crónica de un recorrido creativo) (Beli górod, Moscú 2003, reediciones anuales) ISBN 978-5-7793-0427-6
- Una novelita (Algunos detalles sobre la menuda técnica del violín) (Vremia, Moscú 2005) ISBN 5-9691-0077-3
- La estrecha cinta de la vida, relatos (Moscú 2005)  https://web.archive.org/web/20101205135549/http://hronos.km.ru/proekty/rg/rg_082005.html
- Proceso imaginativo: cien poesías y un poema (BSG-press, Moscú 2006) ISBN 5-93381-204-8
- La plaza de la Revolución, novela y relatos (Vremia, Moscú 2007) ISBN 978-5-9691-0191-3
- Chaikovski o la pluma mágica, novela corta (Beli górod, Moscú 2008) ISBN 978-5-7793-1423-7
- El banco de los miserables (Caprichos rusos) (Vremia, Moscú 2009) ISBN 978-5-9691-0396-2
- Eusignio, novela (Vremia, Moscú 2010) ISBN 978-5-9691-0566-9

- Datos: Q4173375